# Mannophryne lamarcai
Mannophryne lamarcai – gatunek płaza bezogonowego z rodziny Aromobatidae. Endemit Wenezueli, zagrożony wyginięciem.

## Występowanie
Płaz ten znany jest z trzech lokalizacji w pasmie Serranía de Ziruma (stany Falcón i Zulia) w północno-zachodniej Wenezueli, położonych na wysokości 600–1460 m n.p.m., aczkolwiek nie można wykluczyć, że zasięg jest nieco szerszy.
Prowadzi dzienny, ziemnowodny tryb życia i zamieszkuje stałe i okresowe wąskie potoki górskie, otoczone wilgotnymi lasami górskimi. Niektóre okazy znaleziono wśród traw bagniska położonego po obu stronach polnej drogi na obszarze, gdzie pastwiska zastąpiły las, a gatunek stwierdzono też przy potokach otoczonych lasami wtórnymi na obszarach silnie wylesionych, z czego można wywnioskować, że wykazuje on pewien stopień tolerancji na modyfikację siedlisk przez człowieka.

## Rozmnażanie
Prawdopodobnie, podobnie jak inni przedstawiciele rodzaju Mannophryne, gatunek ten zakłada naziemne gniazda na brzegu strumieni, a wyklute kijanki są przenoszone przez samca na grzbiecie do wody, gdzie ma miejsce dalszy ich rozwój.

## Status
W Czerwonej księdze gatunków zagrożonych IUCN płaz ten od 2020 roku klasyfikowany jest jako gatunek zagrożony (EN, ang. Endangered); wcześniej, od 2004 roku uznawano go za gatunek krytycznie zagrożony (CR, ang. Critically Endangered).
Gatunek ten był bardzo liczny w miejscu typowym, gdy odławiano tam okazy typowe. Mijares-Urrutia i inni w 2004 roku opisywali gatunek jako rzadki o prawdopodobnie spadającej liczebności. Obecnie brak jest danych na temat liczebności populacji i jej trendu. Gatunkowi zagraża głównie utrata i degradacja siedlisk spowodowana przez drobne rolnictwo. Do potencjalnych zagrożeń należy też zanieczyszczenie wody, zmiany klimatyczne czy choroby zakaźne.